# I liga polska w piłce nożnej plażowej (2016)
I liga piłki nożnej plażowej 2016 – 5. edycja rozgrywek drugiego poziomu ligowego piłki nożnej mężczyzn w Polsce, przy czym jest to 4. edycja z podziałem na dwie grupy.

## Zasięg terytorialny grup
| Grupa południowa | Grupa północna |
| --- | -------------- |
| |                |
| woj. kujawsko-pomorskie woj. lubelskie woj. łódzkie woj. mazowieckie woj. podkarpackie woj. śląskie woj. świętokrzyskie | woj. pomorskie |

## Wybór gospodarza
Tabela przedstawia kandydatów na gospodarzy pierwszoligowych turniejów:
| Miasto     | Gospodarz                       | Grupa      | Zdjęcie |
| ---------- | ------------------------------- | ---------- | ------- |
| Charzykowy | Red Devils Chojnice             | północna   |         |
| Chodecz    | Zgoda Chodecz Beach Soccer Team | południowa |         |
| Darłowo    | -                               | północna   |         |
| Głowno     | Pro-Fart Głowno                 | południowa | -       |
| Sosnowiec  | Tonio Team Sosnowiec            | południowa | -       |
| Szczecin   | -                               | północna   | -       |
| Sztutowo   | Hemako Sztutowo                 | północna   |         |
| Warszawa   | Beckerarena Warszawa            | południowa | -       |

Legenda:

    Wybrane boiska do rozegrania turniejów pierwszej ligi.
    Anulowane kandydatury.

## Grupa południowa

### Terminy
| Nr turnieju | Termin      | Miasto  |
| ----------- | ----------- | ------- |
| 1.          | 2-3 lipca   | Chodecz |
| 2.          | 16-17 lipca | Chodecz |

### Drużyny

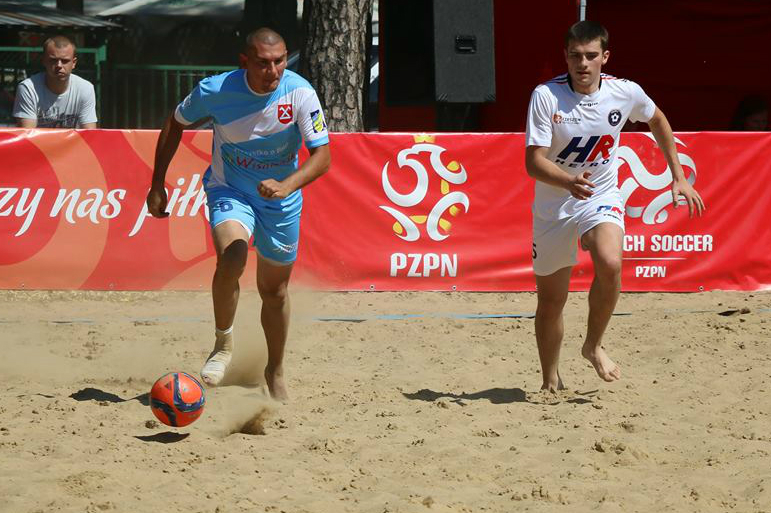
Mecz Zgody Chodecz z Heiro Rzeszów

| Uczestnicy poprzedniej edycji                                                                                 | Uczestnicy poprzedniej edycji       | Uczestnicy poprzedniej edycji | Uczestnicy poprzedniej edycji |
| --- | ----------------------------------- | ----------------------------- | ----------------------------- |
| RAP | KP Rapid Lublin                     | 1                             |                               |
| AZS | BSCC SAN AZS Łódź                   | 2                             |                               |
| PRO | Pro-Fart Głowno                     | 3                             |                               |
| ZGO | Zgoda Chodecz Beach Soccer Team     | 4                             |                               |
| BEC | Firtech Becpak Beckerarena Warszawa | 5                             |                               |
| UKS | UKS Milenium Gliwice                | 6                             |                               |
| {{{dodatkowe}}}                                                                                               |                                     |                               |                               |
| FEN | Feniks Opoczno                      | -                             |                               |
| FUT | Futsal Nowiny                       | -                             |                               |
| HEI | Heiro Rzeszów                       | -                             |                               |
| Oznaczenia: - kolumna pierwsza – skróty nazw drużyn, - kolumna trzecia – miejsce zajęte w poprzednim sezonie. |                                     |                               |                               |

### Tabela łączna
| Miejsce | Drużyna                             | Mecze | Punkty | Zwyc. | Zw.pd. | Por. | Bramki |
| ------- | ----------------------------------- | ----- | ------ | ----- | ------ | ---- | ------ |
| 1.      | BSCC AZS SAN Łódź                   | 8     | 18     | 6     | 0      | 2    | 47-23  |
| 2.      | Pro-Fart Głowno                     | 8     | 18     | 6     | 0      | 2    | 51-23  |
| 3.      | Firtech Becpak Beckerarena Warszawa | 8     | 17     | 5     | 1      | 2    | 46-34  |
| 4.      | KP Rapid Lublin                     | 8     | 15     | 5     | 0      | 3    | 33-25  |
| 5.      | Futsal Nowiny                       | 8     | 12     | 4     | 0      | 4    | 40-36  |
| 6.      | Zgoda Chodecz Beach Soccer Team     | 8     | 9      | 3     | 0      | 5    | 38-35  |
| 7.      | Milenium Gliwice                    | 8     | 8      | 2     | 1      | 5    | 43-34  |
| 8.      | Heiro Rzeszów                       | 8     | 6      | 2     | 0      | 6    | 32-77  |
| 9.      | Feniks Opoczno                      | 8     | 3      | 1     | 0      | 7    | 19-62  |

## Grupa północna

### Terminy
| Nr turnieju | Termin      | Miasto     |
| ----------- | ----------- | ---------- |
| 1.          | 2-3 lipca   | Sztutowo   |
| 2.          | 16-17 lipca | Charzykowy |

### Drużyny
| Drużyna                      | Sezon |
| ---------------------------- | ----- |
| Bryza Sztutowo               | 5     |
| Omida Hemako Sztutowo Junior | 4     |
| Red Devils Chojnice          | 2     |
| Wodomex Bojano               | 3     |

### Tabela łączna
| Miejsce | Drużyna                      | Mecze | Punkty | Zwyc. | Zw.pd. | Por. | Bramki |
| ------- | ---------------------------- | ----- | ------ | ----- | ------ | ---- | ------ |
| 1.      | Red Devils Chojnice          | 6     | 15     | 5     | 0      | 1    | 50-24  |
| 2.      | Wodomex Bojano               | 6     | 12     | 4     | 0      | 1    | 37-32  |
| 3.      | Omida Hemako Sztutowo Junior | 6     | 6      | 2     | 0      | 4    | 25-34  |
| 4.      | Bryza Sztutowo               | 6     | 0      | 0     | 0      | 6    | 18-50  |